# Junkfood
Junkfood er en nedsættende betegnelse for næringsfattig mad. Ordet kommer fra det engelske ord junk food og har været brugt på dansk siden 1985.
Ordet bruges om mad med et højt energiindhold fra sukker eller fedt og muligvis også et højt indhold af natrium, hvilket gør det velsmagende, men med et lille indhold af kostfibre, protein, vitaminer, mineraler eller andre vigtige former for næring. Udtrykket junk food er brugt på engelsk siden 1950'erne. Junkfood sælges i de fleste supermarkeder 
og fastfood-restauranter. På grund af let tilgængelighed, indbydende emballage og ofte lave priser, vil mange mennesker gerne spise det.
Præcise definitioner varierer efter formål og over tid. Nogle fødevarer med højt proteinindhold, som kød tilberedt med mættet fedt, kan betragtes som junkfood. Fastfood og fastfoodrestauranter sidestilles ofte med junkfood, selvom fastfood ikke kategorisk kan beskrives som junkfood. Det meste junkfood er ultraforarbejdede fødevarer.
Bekymringer for de negative sundhedsmæssige konsekvenser af en kost med meget junkfood, især fedme, har resulteret i oplysningskampagner om folkesundhed og restriktioner på reklamer og salg i flere lande. Aktuelle undersøgelser tyder på, at en kost med meget junkfood kan øge risikoen for depression, fordøjelsesproblemer, hjertesygdomme og slagtilfælde, type 2-diabetes, kræft og tidlig død.